# Зарека (Волынская область)
Зарека (укр. Заріка) — село в Любешовской поселковой общине Камень-Каширского района Волынской области Украины.
До 2020 года входило в Любешовский район.
Код КОАТУУ — 0723155102. Население по переписи 2001 года составляет 226 человек. Почтовый индекс — 44200. Телефонный код — 3362. Занимает площадь 0,7 км².